# Bodilus laetus
Bodilus laetus är en skalbaggsart som beskrevs av Christian Rudolph Wilhelm Wiedemann 1823. Bodilus laetus ingår i släktet Bodilus och familjen Aphodiidae. Inga underarter finns listade.